# Вітковіцький металургійний комбінат
49°49′13″ пн. ш. 18°16′46″ сх. д. / 49.82024° пн. ш. 18.27957° сх. д.

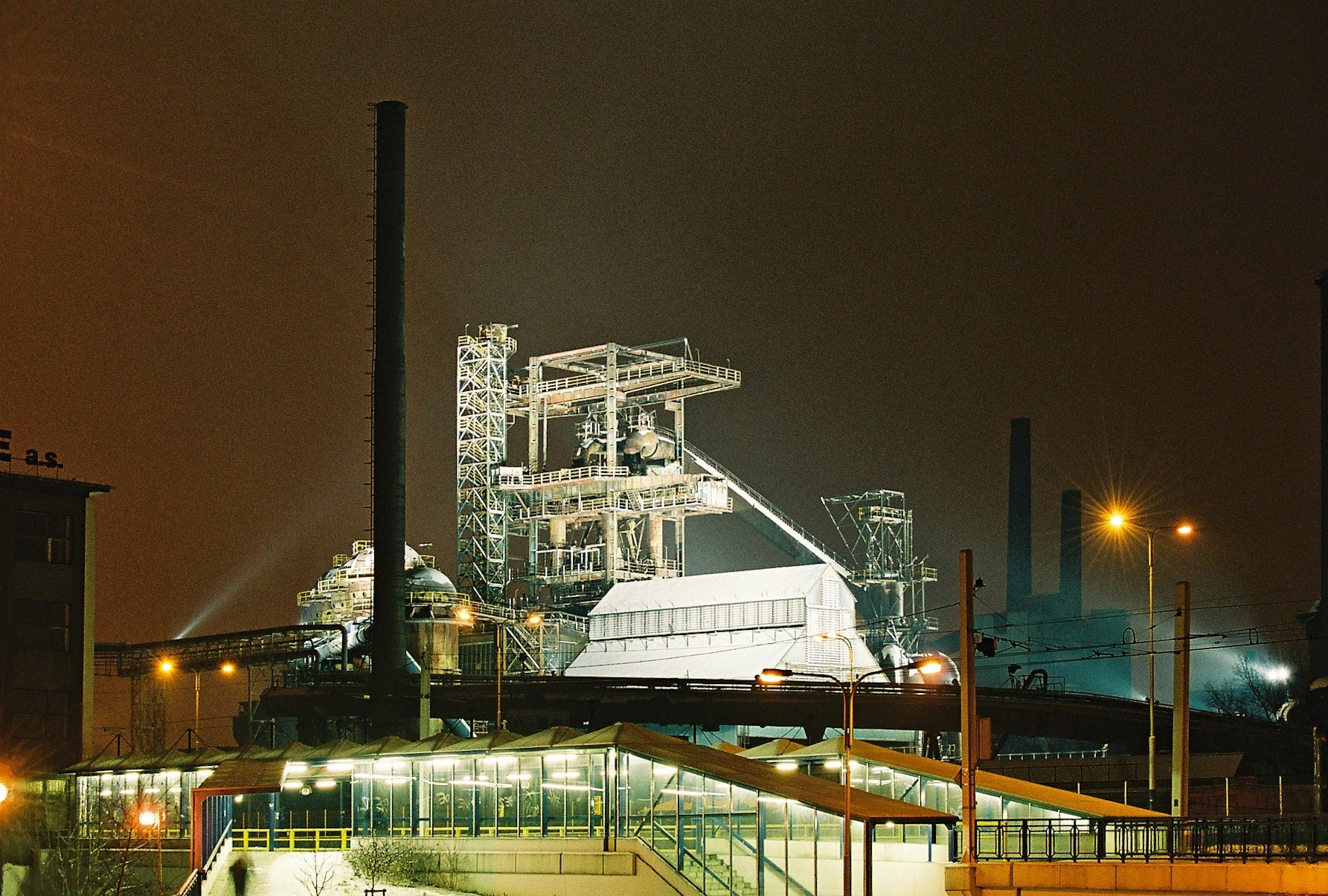
Одна з доменних печей комбінату

Вітковіцький металургійний комбінат (чеськ. Vítkovické železárny) — колишній металургійний комбінат у Чехії, у Вітковіце (район Острави). Заснований 1828 року. У XX столітті був найбільшим металургійно-машинобудівним комбінатом Чехословаччини. На початку XXI століття металургійне виробництво на комбінаті було припинене. Доменні печі, коксохімічний завод і інші об'єкти комбінату були збережені і 2002 року були оголошені національними культурними пам'ятками.

## Історія
Перед Другою світовою війною на заводі працювало 25 — 30 тисяч осіб.
1945 року був націоналізований і об'єднаний з низкою інших підприємств міста Острава. У другій половині XX століття працював на кам'яному вугіллі Остравсько-Карвинського басейну, словацькій і імпортній руді. 1968 року до його складу входило 14 підприємств, з яких 5 були розташовані поза його територією, а також різноманітні підсобні і дослідні виробництва, конструкторські бюро, науково-дослідний інститут металургійної промисловості. На комбінаті у 1968 році працювало 40 тисяч робітників і службовців. Виплавка сталі в цей період досягла 1,5 млн т на рік.
У другій половині XX століття випускав чавун, сталь, прокат чорних і кольорових металів, труби, великі поковки і виливки, мостові конструкції, обладнання для металургійної, гірничорудної, цементної і хімічної промисловості тощо.